# Simon & The Problem Child
Simon & The Problem Child var ett svenskt punkband från Stockholm. Bandet bildades 1986 och hade sin sista officiella spelning 1997.

## Medlemmar
- Patrik Björk - Sång
- Ove Djärv - Gitarr
- Stefan Engblom - Bas
- Johan Nilsson - Trummor
- Lennarth Selander - Gitarr

## Diskografi
- Änglarna landar igen Vinylsingel (198?)
- Ner med julen CD (1994)

## Spelningar

### 1986
- 25/10 - Vasa Gymnasium, Stockholm
- 2/11 - Ultra, Handen
- 23/11 - Ultra, Handen

### 1987
- 9/2 - Tre backar, Stockholm
- 16/2 - Tre backar, Stockholm

### 1988
- 31/1 - Ultra, Handen
- 4/2 - Tre backar, Stockholm
- 4/3 - Barkarby flygfält
- 5/3 - Vita huset, Täby
- 13/4 - Rolambshovsparken, Stockholm
- 22/4 - Värmdö
- 28/4 - Ultra, Handen
- 5/5 - Rolambshovsparken, Stockholm
- 11/5 - Norrtälje
- 15/5 - Tre backar, Stockholm
- 27/5 - Ultras källare, Handen
- 27/8 - Göteborg
- 29/8 - Tre backar, Stockholm
- 4/9 - Folkets hus, Handen
- 17/9 - Folkets hus, Huddinge

### 1989
- 6/9 - Tre Backar, Stockholm
- 7/10 - Hunddagis, Handen
- 19/11 - Apromus, Solna

### 1990
- 31/1 - Handelshögskolan, Stockholm
- 4/2 - Hunddagis, Handen
- 6/2 - Cityhallen, Stockholm
- 14/2 - Tre backar, Stockholm
- 7/8 - Cityhallen, Stockholm
- 29/9 - Karlshamn
- 3/10 - Tre backar, Stockholm
- 19/12 - Lo-katten, Stockholm

### 1991
Hmm, ingen tycks minnas vilka spelningar vi hade detta år.

### 1992
- 1/2 - Dals-långed
- 3/3 - Kafé 44, Stockholm
- 21:a - ???
- 11/4 - Vita huset, Täby
- 9/4 - Gula villan, Handen
- 12/5 - Gärdet, Stockholm
- 15/8 - Dals-långed
- 16/9 - Fatburen, Stockholm
- 26/9 - Folketshus, Rågsved
- 20/10 - Kafé 44, Stockholm
- 19/11 - Folketshus, Rågsved

### 1993
Hmm, ingen tycks minnas vilka spelningar vi hade detta år.

### 1994
- 10/2 - Södra Latin, Stockholm
- 19/2 - Kaos, Stockholm
- 23/3 - Kungsholmsskolan, Stockholm
- 25/4 - CD-Records, Stockholm
- 27/4 - Björns trädgård, Stockholm
- 28/8 - Centrum kyrkan, Farsta
- 28/10 - Fullersta, Huddinge (Realese party)
- 29/10 - Tre Backar, Stockholm
- 14/12 - Katarina Fritidsgård, Stockholm (Julspelning)

### 1995
- 3/1 - Kafé 44, Stockholm
- 19/1 - Kafé 44, Stockholm
- 28/2 - ?, Stockholm
- 29/1 - ?, Stockholm
- 25/3 - ?,Stockholm
- 2/5 - ?, Stockholm
- 3/5 - ?, Stockholm
- 9/5 - ?, Stockholm
- 17/5 - ?, Stockholm
- 20/5 - Kafé 44, Stockholm
- 30/5 - Kulturhuset, Stockholm
- 23/9 -  Rudan, Festival, Stockholm

### 1996
- 10/3 - Vällingby
- 23/4 - Kafé 44, Stockholm
- 26/10 - Fullersta, Huddinge (10-årsjubileum.)
- 19/12 - Kafé 44, Stockholm (Julspelning.)

### 1997
- 31/4 - Folkets Park, Bollnäs, Bollnäspunken

### 2009
- 6/6 - Ryssa